# Ecosocialisme
L'ecosocialisme és una ideologia política sorgida a finals del segle xx que integra les idees del socialisme amb les de l'ecologisme polític.
Partint, com el socialisme, de la crítica al capitalisme com un sistema socialment injust, l'ecosocialisme denuncia que el capitalisme també és un sistema depredador del medi ambient que porta a mitjà i llarg termini a la destrucció del planeta. Davant d'això, l'ecosocialisme propugna transformar la societat a partir dels valors de la justícia social, la solidaritat, la igualtat d'oportunitats, el respecte i la defensa de les llibertats personals, la pau, l'emancipació personal i la sostenibilitat; la seva aspiració és aconseguir una societat basada en la democràcia i el socialisme, de persones lliures i autònomes en una Terra habitable.
Altres denominacions que, a vegades, s'utilitzen per designar l'ecosocialisme són ecopacifisme o socialisme verd.